# Basílio Villani
Basílio Villani (Bauru, 3 de setembro de 1940) é um administrador de empresas, bancário e político brasileiro. Filho de de Francisco Villani e Serafina Tambulato Villani. Casou-se com Precides Paiola Villani, com quem teve três filhos.

## Carreira política
Filiado ao Partido do Movimento Democrático Brasileiro (atual MDB), foi eleito deputado federal constituinte em 1986, contudo, o Tribunal Regional Eleitoral negou o registro de seu nome por conta de uma acusação de abuso de poder econômico. Basílio foi inocentado pelo Tribunal Superior Eleitoral e, após assumir seu mandato no dia 1 de fevereiro de 1987, tornou-se filiado ao Partido Trabalhista Brasileiro (PTB).